# 葛瑞·蓋斯
葛瑞·保羅·蓋斯（英語：Gareth Paul Gates，1984年7月12日—），是英國創作型歌手。他是英國選秀節目《流行偶像》第一屆的亞軍。蓋斯的音樂專輯，在英國發行了超過350萬張銷售量。

## 音樂作品
- 《What My Heart Wants to Say》 (2002)
- 《Go Your Own Way》 (2003)
- 《Pictures of the Other Side》 (2007)

## 外部連結
- 官方網站
- 葛瑞·蓋斯的MySpace主頁
- 葛瑞·蓋斯在互联网电影资料库（IMDb）上的資料（英文）